# Eriostethus infumatus
Eriostethus infumatus är en stekelart som först beskrevs av Setsuya Momoi 1966.  Eriostethus infumatus ingår i släktet Eriostethus och familjen brokparasitsteklar. Inga underarter finns listade i Catalogue of Life.